# 26 de maig
El 26 de maig és el cent quaranta-sisè dia de l'any del calendari gregorià i el cent quaranta-setè en els anys de traspàs. Queden 219 dies per a finalitzar l'any.

## Esdeveniments
Països Catalans
- 1041 - Castell d'Aro, Comtat de Girona: la comtessa Ermessenda de Carcassona lliura el Castell de Benidormiens al monestir de Sant Feliu de Guíxols.
- 1706 - Xàtiva (la Costera): el mariscal de camp Joan Basset allibera la ciutat, ocupada pels filipistes (guerra de Successió).
- 1850 - Vic (Osona): Teresa Saits i Vilardebò funda la congregació de les Religioses de Sant Felip Neri i la Puríssima Concepció.
- 1921 - Barcelona: Constitució de la companyia Gran Metropolitano de Barcelona SA, per iniciar la construcció del metro a la ciutat.[1]
- 1940 - Dunkerque (França): Inici de la batalla de Dunkerque va ser una operació militar que va tenir lloc a Dunkerque, durant la Segona Guerra Mundial. La batalla es va lliurar entre els Aliats de la Segona Guerra Mundial i l'Alemanya Nazi. Com a part de la batalla de França al Front Occidental, la batalla va ser la defensa i l'evacuació de les forces britàniques i aliades a Europa del 26 de maig al 4 de juny de 1940.[2]
- 1948 - Portell de Morella: En un assalt a la guàrdia civil moren els guerrillers antifranquistes Ángel Fuertes Vidosa, Manuel Ortiz, José Nieto Martín, Andrés Gómez i Manuel Torres Camallonga.
- 1963 - Mallorca: s'hi celebra l'acabament del Diccionari català-valencià-balear.[3]
- 1986 - Pere Calders obté el Premi d'Honor de les Lletres Catalanes.[4]
- 2014 - Sants: l'intent de desallotjament del CSA Can Vies desemboca en una setmana d'incidents coneguts popularment com a #EfecteCanVies.
- 2019 - Eleccions municipals espanyoles i Eleccions al Parlament Europeu.

Resta del món
- 1714 - Florència (Toscana): fundació de la l'actual Biblioteca Nacional de Florència, a partir de la biblioteca llegada per Antonio Magliabechi a la ciutat.
- 1805 - Catedral de Milà, Milà Regne napoleònic d'Itàlia: Napoleó Bonaparte fou coronat rei d'Itàlia.
- 1896, Rússia: Nicolau II és coronat tsar. Serà el darrer monarca rus.
- 1937, Egipte: Admeten aquest país a la Societat de Nacions.[5]
- 2003 - Macka (Trebisonda, Turquia): hi moren 75 persones, entre les quals 62 militars espanyols, en estavellar-se l'avió Iàkovlev 42 ucraïnès amb el qual tornaven de l'Afganistan. L'errònia identificació posterior dels cadàvers aixecarà un important escàndol polític.
- 2018, Kíiv, Ucraïna: el Reial Madrid es proclama campió de la Lliga de Campions per tretzè cop i esdevé el primer que la guanya tres cops seguits en el format Lliga de Campions.

## Naixements
Països Catalans
- 1825, Barcelona: Jaume Bosch, guitarrista i compositor català[6]
- 1924
  - Figueres: Maria Tort Xirau, pintora i editora fotogràfica i cinematogràfica[7]
  - Maó: Maria Lluïsa Canut Ruiz, investigadora en física menorquina[8]
- 1948, Barcelona: Carme Nieto, futbolista pionera del futbol femení a Catalunya.[9]
- 1950, Molins de Rei: Antònia Castellana i Aregall, política catalana, primera alcaldessa de Molins de Rei en època democràtica.[10]
- 1972:
  - Sóller, Mallorca: Tòfol Castanyer, corredor de muntanya mallorquí.
  - Reus: Gerard Escoda Nogués, futbolista català

Resta del món
- 1566, Bozgadh, Imperi Otomà: Mehmet III, soldà otomà des de 1595 fins a la seva mort [11]
- 1689, Thoresby, Nottingham: Mary Wortley Montagu, escriptora britànica [12]
- 1850, Oulu, Finlàndia: Amélie Helga Lundahl, pintora finlandesa [13]
- 1855, Pàdua: Vittoria Aganoor, poetessa italiana [14]
- 1859, Imola, Bolonya: Giuseppina Cattani, metgessa patòloga italiana, investigadora del tètanus [15]
- 1872, Palència: Trinidad Arroyo, intel·lectual i metgessa espanyola, primera dona doctora en oftalmologia i otologia a Espanya[16]
- 1875, Haeju, Corea: Syngman Rhee o bé Yi Seung-man, president del Govern Provisional de la República de Corea, a l'exili (1919-1925), i també el primer de la República de Corea o Corea del Sud (1948-1960)[17]
- 1877, San Francisco: Isadora Duncan, ballarina i coreògrafa estatunidenca, creadora de la dansa moderna[18]
- 1895, 
  - Budapest, Imperi Austrohongarès: Paul Lukas, actor hongarès
  - Hoboken, Nova Jersey: Dorothea Lange, influent fotoperiodista documental.[19]
- 1907, Winterset, Iowa, EUA: John Wayne, actor, guanyador d'un Oscar, conegut principalment pels seus westerns
- 1909, Atizapán, Estat de Mèxic: Adolfo López Mateos. Va ser president constitucional de Mèxic de 1958 a 1964.[20]
- 1912, Fiume, actualment Rijeka, Croàcia: János Kádár, pseudònim de Giovanni Giuseppe Czermanic (més tard Csermanek), polític hongarès, màxim dirigent del seu país durant trenta-dos anys[2]
- 1920, Jamestown, Dakota del Nord: Peggy Lee, cantant estatunidenca de jazz i música popular, compositora i actriu[21]
- 1921, Mannheim, República de Weimar: Inge Borkh, soprano alemanya.[22]
- 1926, Alton, Illinois, EUA: Miles Davis, trompetista, i compositor de jazz, un dels músics més influents i innovadors del segle XX[23]
- 1938, Toronto, Canadà: Teresa Stratas, soprano canadenca.[24]
- 1941, Filadèlfia, EUA: Alan Kotok, informàtic
- 1951, Los Angeles, Califòrnia, EUA: Sally Ride, física, astronauta i primera dona estatunidenca a viatjar a l'espai[25]
- 1955, Hannover: Doris Dörrie, directora de cinema, productora i escriptora alemanya.[26]
- 1957, Caire, Egipte: Alaa al-Aswany, dentista i escriptor egipci.[27]
- 1973, Brno, República Txeca: Magdalena Kožená, mezzosoprano txeca.[28]
- 1989, Istanbul, Turquia: Buse Coşkun, patinadora artística sobre gel que ha representat a Turquia internacionalment

## Necrològiques
Països Catalans
- 1939 - Barcelona: Neus Bouza Gil, jove obrera i miliciana, una de les dotze dones de la Presó de les Corts afusellades al Camp de la Bota pel règim franquista (n. 1916).[29]
- 1992 - Barcelona: Josep Maria Bernat i Colomina, compositor de sardanes (n. 1925).[30]
- 1999 - Barcelona: Jordi Maragall i Noble, advocat i polític català, pare de Pasqual i Ernest Maragall (n. 1911).
- 2007 - Barcelona: Josep Maria Puig i Salellas, notari català (n. 1924).[31]
- 2009 - Barcelona: Alfons Milà, arquitecte català (n. 1924).
- 2014 - Anglès: Esther Boix, pintora i pedagoga catalana (n. 1927).[32]
- 2015 - Barcelona: Jesús Lizano, filòsof, poeta i pensador llibertari català (n. 1931).[33]
- 2018 - Barcelona: Màrius Sampere i Passarell, poeta català.
- 2021 - Santiago de Xile: Roser Bru Llop, pintora i gravadora catalana resident a Xile des del 1939 (n. 1923).[34]

Resta del món
- 1595 - Roma, Estats Pontificis: Sant Felip Neri, fundador de la Congregació de l'Oratori (n. 1515).[35]
- 1707 - Bourbon-l'Archambault, Regne de França: Francesca Atenea de Rochechouart de Mortemart, Madame de Montespan, amant de Lluís XIV de França (n. 1640).[36]
- 1831 - Granada, Espanya: Mariana Pineda, heroïna de la causa liberal espanyola (n. 1804).[37]
- 1907 - Washington, DC: Elizabeth Keckley, esclava, modista i autora estatunidenca (n. 1818).[38]
- 1922 - Ixelles, Brussel·les, (Bèlgica): Ernest Solvay, químic industrial i filantrop belga (n. 1838).[39]
- 1929 - Bèlgica: Richard Heintz, pintor impressionista belga.
- 1941 - Marsella: Berthe Sylva, pseudònim de Berthe Faquet, cantant francesa de cafè concert (n. 1885).[40]
- 1943 - Varsòvia, Alemanya Nazi: Tosia Altman, activista antifeixista polonesa jueva.
- 1945 - Lugoː Urania Mella Serrano, política galega, precursora de l'associacionisme femení (n. 1899).[41]
- 1946, Tòquio: Tamaki Miura, soprano japonesa, cèlebre intèrpret de Madama Butterfly.[42]
- 1955 - Circuit de Monza, Itàlia: Alberto Ascari, pilot de Fórmula 1 italià (n. 1918).[43]
- 1967 - Viena, Àustria: Georg Wilhelm Pabst, cineasta bohemoaustíac (n. 1885).
- 1976 - Todtnauberg, Alemanya Federal: Martin Heidegger, filòsof alemany (n. 1889).[44]
- 1978 - Beaconsfield, Buckinghamshire, prop de Londres: Tamara Karsàvina, ballarina russa (n. 1885).[45]
- 1987 - Hermosillo, Sonora, Méxic: Emiliana de Zubeldía, pianista i compositora navarresa.[46]
- 2008 - Los Angeles, EUA: Sydney Pollack, actor, productor i director de cinema estatunidenc.

## Festes i commemoracions
- Festa local de Vacarisses, a la comarca del Vallès Occidental.

### Santoral

#### Església Catòlica
- Santa Maria del Fonte
- Sants al Martirologi romà (2011): Felip Neri, fundador de la Congregació de l'Oratori; santa Mariana de Jesús, monja; Pere Sans i Jordà, dominic màrtir; Eleuteri I, papa; Simetri de Roma; Felicíssima de Todi, màrtir; Prisc d'Auxerre, màrtir; Desideri de Viena, bisbe i màrtir; Berenguer de Sant Pàpol, monjo; Lambert de Vença, bisbe; Andreu Franchi, bisbe dominic; Josep Chang Song-jib, màrtir; Joan Doan Trinh Hoan i Mateu Nguyen Van Phuong, màrtirs; Andreu Kaggwa i Poncià Ngondwe, màrtirs.
  - Beats Francesc Patrici, sacerdot de Siena; Maria Angelica Mastroti.
- Sants Carp de Vèrria i Quadrat d'Atenes, dos dels Setanta deixebles; Felicíssim, Heracli i Paulí de Todi, màrtirs; Edmund I d'Anglaterra, rei; Pard de Campobasso, bisbe; Guinizó i Gennadi de Montecassino, monjos;
- Beats Regintrudis de Nonnberg, abadessa.
- Venerats a l'Orde de la Mercè: beats Arnaud Buysson i companys màrtirs.
- Serventa de Déu: Caterina de Sant Mateu, clarissa.

#### Església Copta
- 18 Baixans: Sant Jordi, company de Sant Abraham.

#### Església Ortodoxa (segons el calendari julià)
- Se celebren els corresponents al 8 de juny del calendari gregorià.

#### Església Ortodoxa (segons el calendari gregorià)
Corresponen al 13 de maig del calendari julià litúrgic:
- Sants Glicèria i Laodici d'Heraclea, màrtirs; Alexandre de Roma, màrtir; Jordi el Confessor, de Constantinoble; Pausicaci de Sinnada; Leandre de Sevilla, defensor contra l'arrianisme; Eutimi d'Atos, fundador del monestir d'Íviron, i el seu pare Joan, el seu cosí Jordi i Gabriel; Glicèria de Novgorod, verge justa; Macari de Gluixets, abat; Servaci de Tongeren, bisbe, defensor contra l'arrianisme; Nicèfor d'Efapsios, prevere; Alexandre de Tiverias, màrtir; commemoració dels Màrtirs d'Íviron (segle xiii); translació de les relíquies de Macari d'Obrutx; repòs d'Aleix de Bortsurmanj (1848); repòs de Joan de Sant Nil de Sora (1863).

#### Església d'Anglaterra
- Sants Agustí de Canterbury, bisbe; Felip Neri, fundador i guia espiritual.

#### Església Episcopal dels Estats Units
- Agustí de Canterbury, bisbe.